# Totila
Totila ou Baduila (en gotique 𐍄𐍉𐍄𐌹𐌻𐌰/Totila), dit « l'Immortel », né à Trévise et mort en 552 à Taginæ, est un roi ostrogoth d'Italie de 541 à 552.

## Biographie

Les conquêtes de l'Empire romain d'Orient sous le règne de Justinien (527-565).

Depuis 535 l'empereur byzantin Justinien cherche à reconquérir l'Italie. En 540, son général Bélisaire prend Ravenne, la capitale des Ostrogoths, et s'empare de leur souverain Vitigès.
Totila est élu roi des Ostrogoths à l'automne 541 pour succéder à Vitigès. Son élection intervient après la mort de son oncle Ildebad et celle de son successeur, son cousin Éraric, dont il organise l'assassinat en 541.
Doué d'indéniables qualités militaires, il est victorieux à Faenza puis reprend aux Byzantins la Toscane, l'Ombrie et l'Italie du Sud (prise de Naples en 543).
Ces succès s'expliquent aussi par un choix politique habile. Totila en effet se présente comme le défenseur de l'Italie et de la Romanité face à l'« étranger » grec et son imposante fiscalité. Il cherche à se concilier les catholiques, et, selon Grégoire le Grand, il rencontre Benoît de Nursie (saint Benoît), l'abbé du Mont-Cassin, qui lui dit « Tu fais beaucoup de mal, tu as fait beaucoup de mal. Cesse enfin de te montrer aussi cruel ». De plus il esquisse une « révolution sociale » en libérant les esclaves présents sur les grands domaines.
Totila assiège la ville de Rome en 544 et, après un siège de deux ans, s'empare de la ville en 546. Il tente alors d'entamer des négociations avec Justinien et essaye de rallier les sénateurs romains à sa politique. C'est un échec et Totila abandonne Rome, vide la ville de tous ses habitants et commence à la détruire systématiquement. Mais Bélisaire reprend la ville en 548. En 549, il organise la dernière course de chars au Circus Maximus alors déjà à l'abandon, mais il est bientôt rappelé à Constantinople. Totila profite du départ du plus célèbre général byzantin de l'époque et reprend l'offensive ; Rome est reprise en 550. Peu après, Totila arme une flotte qu'il place sous la direction d'Indulf, un déserteur byzantin, et s'empare de la Corse, de la Sardaigne, d'une partie de la Sicile et de la Dalmatie ; Corfou et l'Épire sont elles-mêmes menacées en 551.
Face à ces succès, Justinien envoie en Italie Narsès avec une armée composée en grande partie de contingents de mercenaires « barbares » (Huns, Gépides, Lombards, Hérules…). Totila est battu par l'armée de Narsès lors de la Bataille de Taginae en 552, et est blessé mortellement après la bataille par un jeune Gépide nommé Asbad. Même s'ils résistent encore sous la direction d'un nouveau chef, Theia ou Teias, la mort de Totila marque le début de la fin de la domination des Ostrogoths en Italie. En 555, les dernières troupes gothiques capitulent dans la forteresse de Conza, au nord-est de Salerne.

## Légendes et postérité
Au Moyen Âge, Totila rejoint la liste des nefandissimi, monstrueux ennemis de l'Église, qui avec Alaric et Attila devaient devenir des symboles d'adversité et des figures littéraires et artistiques.
Totila est également un des personnages du film d'aventure Pour la conquête de Rome I de Robert Siodmak. Le personnage est incarné par l'acteur autrichien Robert Hoffmann.
En Italie, plusieurs rues portent son nom, notamment à Ravenne et à Gualdo Tadino.